# Воспиченки
Воспиченки — деревня в Свечинском муниципальном округе Кировской области России.

## География
Деревня находится в западной части Кировской области, в подзоне южной тайги, в пределах Волжско-Ветлужской равнины, к югу от автодороги Р243, на расстоянии приблизительно 17 км (по прямой) к востоку-юго-востоку (ESE) от посёлка городского типа Свеча, административного центра района.

### Климат
Климат характеризуется как континентальный, умеренно холодный. Среднегодовая температура — 1,5 °C. Абсолютный минимум температуры воздуха самого холодного месяца (января) составляет −45 °C; абсолютный максимум самого тёплого месяца (июля) — 37 °C. Годовое количество атмосферных осадков — 687 мм.

### Часовой пояс
Деревня Воспиченки, как и вся Кировская область, находится в часовой зоне МСК (московское время). Смещение применяемого времени относительно UTC составляет +3:00.

## Население
| 2010 |
| ---- |
| 0    |